# Henry Fowle Durant
Henry Fowle Durant, nato Henry Welles Smith, (Hanover, 20 febbraio 1822 – Wellesley, 3 ottobre 1881), è stato un avvocato e filantropo statunitense, nonché cofondatore, insieme alla moglie Pauline Durant, del Wellesley Female Seminary, che divenne poi il Wellesley College.

## Biografia
Durant nacque a Hanover, New Hampshire, il 20 febbraio 1822 con il nome di Henry Welles Smith. Il 25 novembre 1851 cambiò il suo nome in Henry Fowle Durant per evitare confusione con un uomo d'affari locale.
Completò i suoi studi alla Harvard Law School presso l'Università Harvard nel 1841. Fu ammesso all'albo degli avvocati del Middlesex nel 1843 e lavorò con suo padre nella sua attività fino al 1847. Successivamente esercitò a Boston.
Henry Durant morì per la malattia di Bright nella sua casa di Wellesley, Massachusetts, il 3 ottobre 1881, all'età di 59 anni. Fu sepolto al Cimitero di Mount Auburn.

## Vita privata
Durant sposò sua cugina, Pauline Adeline Durant (nata Fowle), nel 1855. La coppia ebbe due figli, Henry “Harry” Fowle Durant e Pauline Cazenove Durant. Entrambi i bambini morirono in tenera età.
Dopo la morte di suo figlio Harry, Durant subì una conversione religiosa e divenne un predicatore laico nel Massachusetts e nel New Hampshire, praticando dal 1864 al 1875.

## Eredità
Nel 1870 Henry e Pauline Durant donarono tra uno e due milioni di dollari per fondare il Wellesley Female Seminary a Wellesley, Massachusetts. Durant, convinto sostenitore dell'istruzione femminile, pronunciò la famosa frase: “Le donne possono lavorare. Io do loro la possibilità di farlo”.